# Robert Williams III
Robert Lee Williams III (ur. 17 października 1997 w Shreveport) – amerykański koszykarz, występujący na pozycji silnego skrzydłowego, obecnie zawodnik Portland Trail Blazers.
W 2017 wziął udział w turnieju Adidas Nations Counselors.
1 października 2023 został trafił w wyniku transferu do Portland Trail Blazers.

## Osiągnięcia
Stan na 2 października 2023, na podstawie, o ile nie zaznaczono inaczej.
NCAA
- Uczestnik rozgrywek Sweet 16 turnieju NCAA (2018)
- Obrońca roku konferencji Southeastern (SEC – 2017, 2018)[5]
- MVP turnieju Legends Classic (2018)
- Zaliczony do:
  - I składu:
    - najlepszych pierwszorocznych zawodników SEC (2017)
    - defensywnego SEC (2017, 2018)
    - turnieju Legends Classic (2018)

  - II składu SEC (2017)
- Zawodnik tygodnia SEC (28.11.2016, 13.02.2017, 20.02.2017)
- Lider SEC w:
  - średniej zbiórek (9,2 – 2018)
  - liczbie bloków (78 – 2018)

NBA
- Zaliczony do II składu defensywnego NBA (2022)[6]